# 賽庫爾
賽庫爾是瑞士的城鎮，位於該國中西部，由伯恩州負責管轄，面積13.78平方公里，一半土地是農業用地，海拔高度749米，2011年人口603，人口密度每平方公里44人。

## 外部連結
- official Site of the tourist bureau of the Bernese Jura （页面存档备份，存于）
- official Site of the economic promotion of the Canton of Bern （页面存档备份，存于）
- official Site of the economic room of the Bernese Jura （页面存档备份，存于）
- official Site of the commune of Saicourt （页面存档备份，存于）